# Pareuptychia phronius
Pareuptychia phronius är en fjärilsart som beskrevs av Jean Baptiste Godart 1823. Pareuptychia phronius ingår i släktet Pareuptychia och familjen praktfjärilar. Inga underarter finns listade i Catalogue of Life.